# Стејтон (Орегон)
Стејтон (енгл. Stayton) град је у америчкој савезној држави Орегон.

## Демографија
По попису из 2010. године број становника је 7.644, што је 828 (12,1%) становника више него 2000. године.
| Група             | 2000.         | 2010.         |
| Белци             | 5.910 (86,7%) | 6.157 (80,5%) |
| Афроамериканци    | 9 (0,1%)      | 36 (0,5%)     |
| Азијати           | 42 (0,6%)     | 57 (0,7%)     |
| Хиспаноамериканци | 626 (9,2%)    | 1.096 (14,3%) |
| Укупно            | 6.816         | 7.644         |